# Józef Frankiewicz
Józef Frankiewicz (ur. w Przemyślu) – nauczyciel. Ukończył AWF w Krakowie, studia podyplomowe z informatyki oraz bibliotekarstwo i informację naukową. W jego dorobku publicystycznym znajduje się ponad 400 artykułów wielotematycznych dotyczących Przemyśla i jego regionu.

## Książki
- Zbigniew Brzeziński i jego związki z Przemyślem
- Wychowanie fizyczne w szkołach i sport klubowy w Przemyślu w dobie autonomii Galicji
- 30 lat Szkoły Podstawowej Nr 15 w Przemyślu (1968-1998)
- Przemyska Polonia i inne kluby sportowe w latach 1917-1939 (2006)
- Przemyski sport w okresie stalinowskim 1944 - 1956 (2009)
- 140 lat Szkoły Podstawowej Nr 5 im. Bohaterów Września w Przemyślu  (2010)
- Przemyski sport w okresie gomułkowskim 1956 - 1970 (2012)